# A'ala Hubail
A'ala Hubail (en árabe: علاء أحمد محمد حبيل‎; Sitra, Baréin; 25 de junio de 1982) es un exfutbolista de Baréin que jugaba en la posición de delantero.

## Carrera

### Club
| Periodo   | Club           | Goles |
| --------- | -------------- | ----- |
| 2002–2005 | Al-Ahli Manama | 7     |
| 2005–2007 | Al-Gharafa SC  | 33    |
| 2007–2008 | Kuwait SC      | 6     |
| 2008–2009 | Umm-Salal SC   | 9     |
| 2009–2011 | Al-Ahli Manama | 1     |
| 2011–2012 | Al-Taliya Club | 7     |
| 2012–2013 | Nejmeh SC      | 5     |
| 2013–2014 | Sitra Club     | 1     |
| 2014–2017 | Manama Club    | 4     |
| 2017      | Al Hala SC     | 0     |

### Selección nacional
Jugó para Baréin en 74 ocasiones de 2003 a 2009 y anotó 26 goles; participó en los Juegos Asiáticos de 2002 y en dos ediciones de la Copa Asiática, siendo el goleador en la edición de 2004.

### Detención de 2011
El 5 de abril de 2011 A'ala Hubail junto a su hermano Mohamed fueron arrestados por las autoridades de Baréin y llevados a una base secreta. A'ala dio atención médica durante la Rebelión en Baréin de 2011-2012 y el día previo al arresto en un programa de televisión estatal había sido criticado y cuestionado luego de que junto a su hermano habían dejado al Al-Ahli Manama. Se reportó que tuvo que recibir atención médica luego de ser torturado, y como consecuencia uno de sus pies fue lesionado.
El 23 de junio de ese año que su hermano secretamente habría sido condenado a dos años de prisión por la ley marcial impuesta en marzo de 2011, mientras que A'ala fue suspendido junto a otros 150 atletas del practicar deportes por sus protestas antigobierno, por lo que FIFA intervino y amenazó con suspender a Baréin del fútbol mundial alegando persecución del gobierno que atentaba contra los derechos humanos.
El 29 de junio de 2011 se anunció que los manifestantes arrestados relacionados al deporte y la medicina serían liberados, pero que los arrestos continuarían.

## Logros

### Club
- Liga Premier de Baréin (1): 2010
- Copa del Rey de Baréin (2): 2003, 2017
- Supercopa de Baréin (1): 2017
- Copa del Jeque Jassem (3): 2005, 2007, 2009
- Liga Premier de Kuwait (1): 2007-08

### Individual
- Goleador de la Copa Asiática 2004.